# Łebunia (gromada)
Łebunia – dawna gromada, czyli najmniejsza jednostka podziału terytorialnego Polskiej Rzeczypospolitej Ludowej w latach 1954–1972.
Gromady, z gromadzkimi radami narodowymi (GRN) jako organami władzy najniższego stopnia na wsi, funkcjonowały od reformy reorganizującej administrację wiejską przeprowadzonej jesienią 1954 do momentu ich zniesienia z dniem 1 stycznia 1973, tym samym wypierając organizację gminną w latach 1954–1972.
Gromadę Łebunia z siedzibą GRN w Łebuni utworzono – jako jedną z 8759 gromad na obszarze Polski – w powiecie lęborskim w woj. gdańskim na mocy uchwały nr 20/III/54 WRN w Gdańsku z dnia 5 października 1954. W skład jednostki weszły obszary dotychczasowych gromad Łebunia, Bukowina i Osowo Lęborskie ze zniesionej gminy Cewice oraz obszar dotychczasowej gromady Popowo ze zniesionej gminy Rozłazino w tymże powiecie. Dla gromady ustalono 15 członków gromadzkiej rady narodowej.
1 stycznia 1959 gromadę zniesiono, włączając jej obszar do gromad Rozłazino (miejscowości Okalice, Popowo i Dziechno) i Cewice (miejscowości Malczyce, Roznogi, Osowiec, Osowo Lęborskie, Wądolnik, Łebunia i Bukowina) w tymże powiecie.